# راسبورة كامنة
راسبورة كامنة (الاسم العلمي:Rasbora cryptica) هي نوع من الأسماك تتبع جنس الراسبورة من فصيلة الشبوطيات.